# Schloss Rohrbach (Heidelberg)

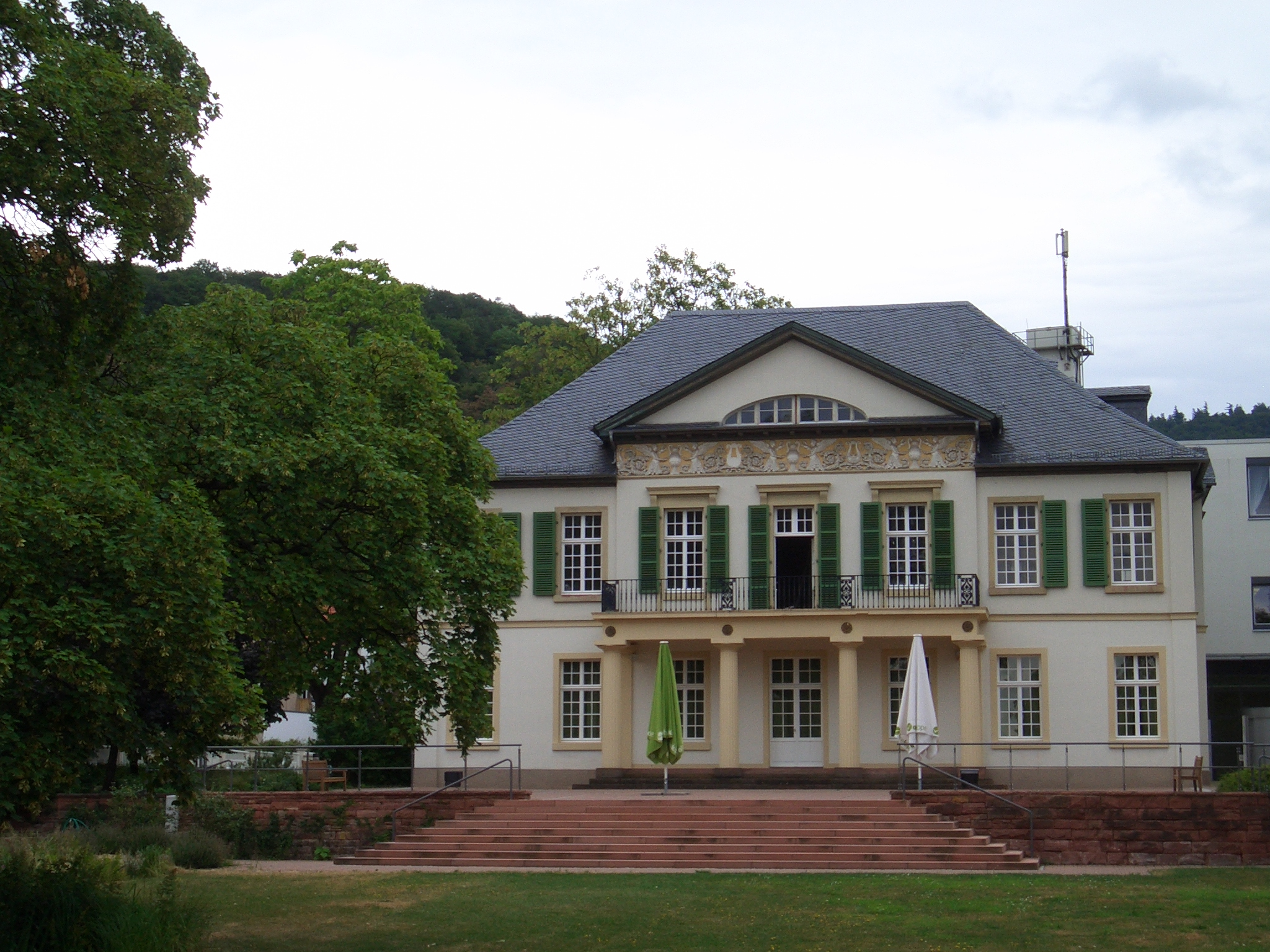
Rohrbacher Schlößchen August 2006

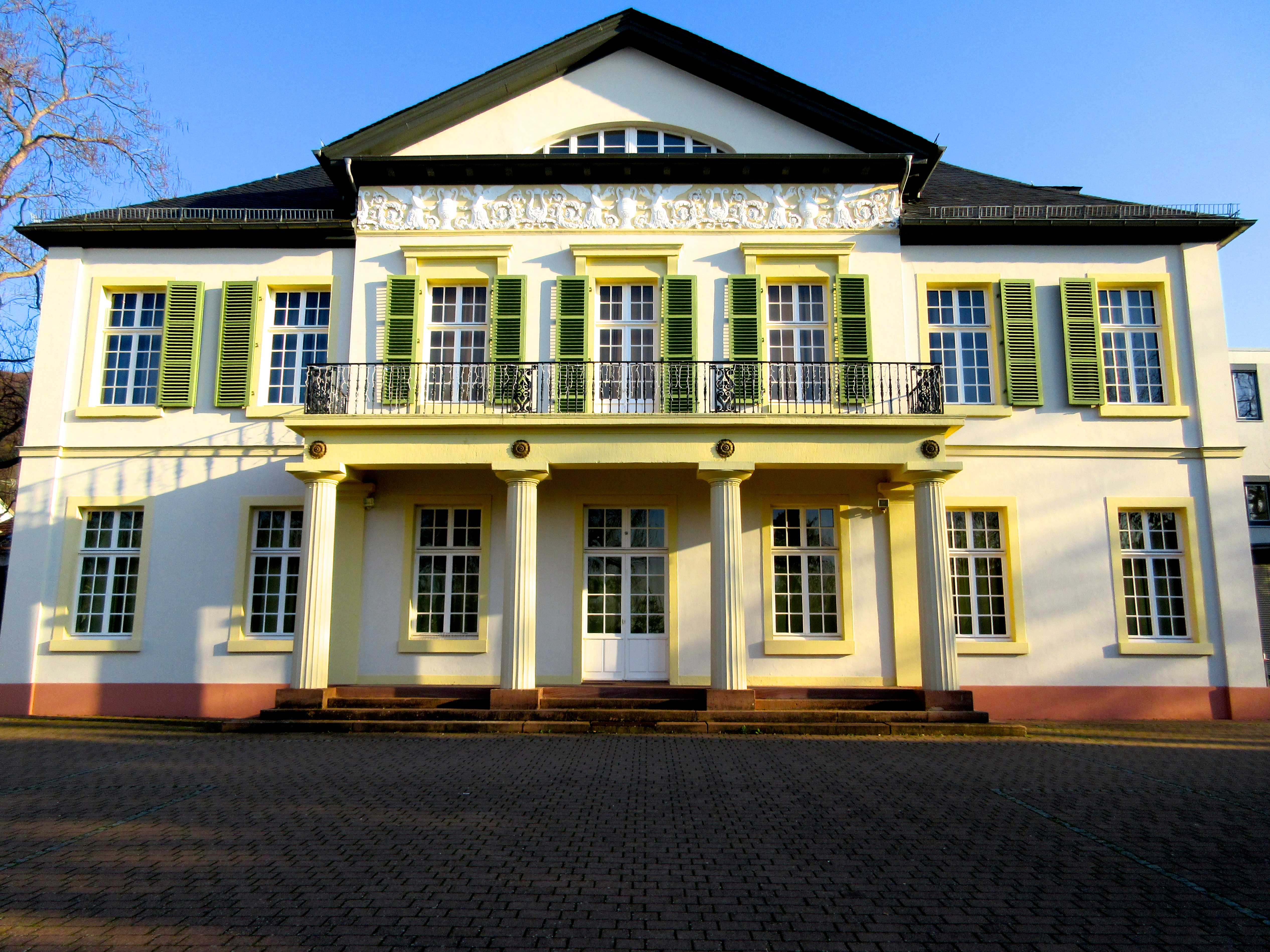
Rohrbacher Schlößchen Dezember 2015

Das Schloss Rohrbach, im Volksmund auch Rohrbacher Schlösschen oder Altes Schlösschen genannt, befindet sich inmitten des Heidelberger Stadtteils Rohrbach. Es liegt in einem Park (bei dem es sich um einen Teil des ehemaligen Schlossparks handelt) auf dem Gelände der Thoraxklinik Heidelberg an der heutigen Parkstraße.
Das Rohrbacher Schlösschen ist ein rechteckiger, zweigeschossiger Bau des Klassizismus mit einem dreiachsigen Mittelrisalit, der im oberen Bereich mit einem Fries verziert ist.
Das Gebäude wurde um 1770 durch den späteren und letzten Herzog Karl II. August von Pfalz-Zweibrücken (1746–1795, Herzog 1775–1793) als Jagdschloss mit einem Landschaftspark erbaut. Der Planer des ursprünglichen Schlossparks ist nicht mehr feststellbar, nach dem Wechsel des Schlosses in badischen Besitz wurde der Park nach den Plänen des Gartenarchitekten Friedrich Ludwig Sckell umgestaltet. 1803 ging das Schloss in den Besitz der Markgräfin Amalie von Baden über, die es durch Umbauten nach Plänen von Friedrich Weinbrenner in den heute noch sichtbaren Zustand versetzen ließ.
Im Ersten Weltkrieg diente das Gebäude als Lazarett. Im Jahr 1927 wurde das Dorf Rohrbach in die Stadt Heidelberg eingemeindet. Bereits im darauffolgenden Jahr erwarb die LVA Baden das Grundstück zur Begründung einer Lungenfachklinik. Das Krankenhaus ging schließlich in den Besitz von Baden über und entwickelte sich zu einer großen Fachklinik für Thoraxchirurgie und Tuberkulose.
Heute dient das Anwesen nicht mehr dem unmittelbaren Krankenhausbetrieb, sondern zu Verwaltungs- und Schulungszwecken. Der Außenbereich des öffentlich zugänglichen Klinikgeländes ist problemlos zu besichtigen, der 2005 vollständig restaurierte Saal kann für Veranstaltungen von der Klinikverwaltung gemietet werden.